# Тихий американец (фильм, 1958)
«Тихий американец» (англ. The Quiet American; вьет. Người Mỹ trầm lặng) — художественный фильм 1958 года, первая экранизация одноимённого романа английского писателя Грэма Грина, с Оди Мёрфи, Майклом Редгрейвом и Джорджией Молл в главных ролях.
Фильм снимался при участии кинематографистов Южного Вьетнама и был тепло принят критикой, хотя сценарий был крайне далёк от романа и вызвал споры в Голливуде.

## Содержание
Таинственный американец (Оди Мёрфи) приезжает в Сайгон якобы с гуманитарными целями. Там он знакомится с британским журналистом (Майкл Редгрейв), который живёт с местной девушкой (Джорджия Молл), но не может сделать ей предложение, так как на родине у него осталась жена. Американец влюбляется в девушку и обещает жениться на ней, и она в итоге отвечает ему взаимностью. В отместку журналист, который подозревает, что американец под видом гуманитарной помощи доставил боеприпасы, сообщает об этом коммунистам. После того, как американца убивают, следствие выясняет, что американец поставил пластиковые игрушки для празднования Китайского нового года. Журналист же думает только о девушке, которая, однако, отказывается к нему вернуться.

## В ролях
| Актёр                     | Роль            |
| ------------------------- | --------------- |
| Оди Мёрфи                 | Олдэн Пайл      |
| Майкл Редгрейв            | Томас Фаулер    |
| Джорджия Молл             | Фыонг           |
| Брюс Кэбот                | Билл Гренжер    |
| Ле Куинь (вьет. Lê Quỳnh) | человек в маске |

## Создание
Сценарист и режиссёр фильма Джозеф Л. Манкевич (вместе с офицером ЦРУ Эдвардом Лэнсдейлом, чей вклад в сценарий не афишировался) в этой экранизации полностью изменили концовку романа, сделав коммунистов ответственными за взрывы в Сайгоне, и таким образом изменив политический смысл произведения на прямо противоположный. Их фильм был посвящён Нго Динь Зьему — поддержанному американцами президенту Южного Вьетнама, который занял этот пост вскоре после публикации романа. Грэм Грин, роман которого был направлен против американского вмешательства в Индокитае, отрёкся от этой экранизации, назвав её «проамериканской пропагандой».

## Критика
Босли Краузер в «Нью-Йорк Таймс» положительно оценил картину, написав, что «по существу это детектив с убийством, притягательная сила которого связана с неопределённостью относительно того, что не так с этим странным американцем». Как далее пишет критик, «благодаря мастерству нагнетания напряжённости, которым, как известно, владеет Манкевич, он снимает фильм, полный намёков на то, что американец замышляет что-то недоброе — что он тайно играет с „третьей силой“ и ступает на очень опасную почву… Фильм почти на всём протяжении смотрится увлекательно, и в конце заставляет задуматься».